# Єврейські землеробські колонії в Бессарабії

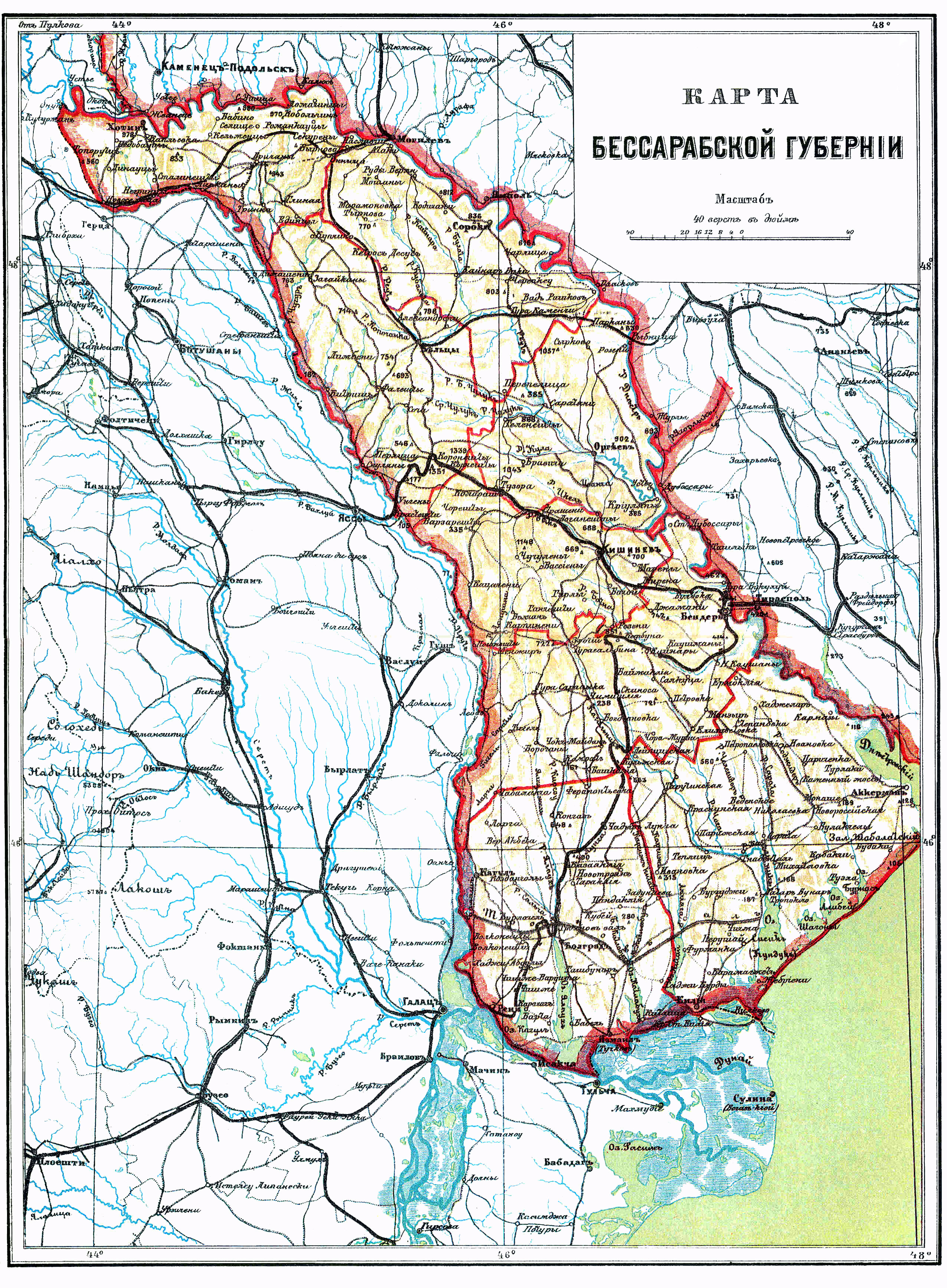
Мапа Бессарабської губернії

Протягом декількох десятиліть у XIX столітті з метою залучення єврейського населення до землеробства та сільськогосподарського освоєння степів та нових земель царський уряд дозволив створення єврейських землеробських колоній в південних районах колишньої Російської імперії, і в першу чергу, в приєднаному внаслідок російсько-турецьких війн Бессарабському краї.
До 1914 року в єврейських землеробських колоніях півдня Російської імперії проживало 42 тис. осіб.
Початком єврейської колонізації в Бессарабській губернії став виданий указ імператором Миколою I «Положення про євреїв» від 13 квітня 1835 року. Цей указ дозволяв євреям отримувати казенні землі в безстрокове користування, купувати і орендувати земельні ділянки в шести губерніях, а також передбачав тимчасові рекрутські та податкові пільги для колоністів.
Переважну більшість єврейських сільськогосподарських колоній в наступних роках організовано в Бессарабії, Катеринославській та Херсонській губерніях. В результаті, за короткий період часу в Російській імперії з'явився новий прошарок євреїв-землеробів, який до середини XIX століття становив уже 3 % від всього єврейського населення країни, а в Бессарабії ця цифра досягала 16 %.

## Колонії

### Сороцький повіт
- Бричево (тепер Брічева Дондушенського району Молдови) — заснована в 1836 році 35 сім'ями на 289 десятинах землі (ще 66 сімей були безземельними); у 1878 році — 36 господарств, всього у 1899 році — 301 сім'я; у 1897 році — 1664 жителі, серед яких 1598 (96 %) були євреями; у 1930 році проживало 2431 євреї (88,9 % від усього населення).

- Вертюжани (Вертюжени, у 1918—1940 — Штяп, теперь Вертюжень Флорештського району Молдови) — заснована у 1838 році 42 сім'ями на 390 десятинах землі в Воскоуцькій волості, у 1885 році — 36 сімей, у 1897 році — із загальної кількості в 1057 душ 1047 (99 %) становили євреї; у 1930 році проживало 1843 євреї (91 % від усього населення), четверта частина яких була зайнята землеробством та виноградарством.

- Думбравени (тепер у складі комуни Вадень Сороцького району Молдови) — перша та найбільша в економічному відношенні сільськогосподарська колонія краю. Заснована у 1836 році 24 сім'ями на 1179 десятинах землі. У 1888 році — 63 сім'ї, у 1899 році — 37 сімей (1874 особи).

- Згуриця (тепер Дрокійський район Молдови) — остання єврейська колонія в Бессарабії, заснована в 1853 році на 400 десятинах землі, втратила статус колонії в 1878 році після зміни орендодавця, у 1899 році — 36 єврейських сімей (1802 особи, 85 % від усього населення); у 1930 році проживало 2541 євреї (83,9 % від усього населення).

- Капрешти (тепер Флорештський район Молдови) — заснована у 1851 році на 470 десятинах землі; в 1858 році — 33 сім'ї, у 1899 році — 135 сімей, серед яких в сільському господарстві — 36 (211 душ); у 1930 році проживало 1815 євреїв (90,8 % від усього населення).

- Костянтинівка (тепер Єдинецький район Молдови).

- Марамоновка (тепер Дрокійський район Молдови)

- Маркулешти (Старовка, Кот-Маркулешти; тепер Флорештський район Молдави) — заснована в 1837 році на 504 десятинах землі; у 1897 році — 1339 мешканців, серед яких 1336 (99,8 %) євреїв; у 1930 році проживало 2337 євреїв (87,4 % від усього населення).

- Люблін (Немирівка, Німереука Сороцького району Молдови) — заснована у 1842 році на 528 десятинах землі; у 1856 році — 45 сімей, у 1866 році — 75 сімей.

- Нова Мерешівка (також Туманівка) — колонія розташовувалась ліворуч поштового тракту з Атак в Хотин неподалік від села Ґирбова. У 1859 році нараховувалось 84 двори і 681 житель (346 чоловіків, 335 жінок)[1]. Був один єврейський молитовний дім. В довіднику «Волости и важнейшие селения Европейской России» за 1886 рік згадується Мерешівка-Туманівка — колонія євреїв в Атакській волості при урочищі Ґирбова. Було 59 дворів з 836 жителями, єврейський молитовний дім, 4 постоялих двори[2]. В наш час населений пункт не існує. Можливо також, що колонія розташовувалась на місці теперішнього міста Фрунзе, що заснований у 1966 році.

- Нові Теленешти — колонія розташовувалась поблизу села Слов'янка (Молдова) при ставку Глодінор. В наш час населений пункт не існує.[3]

### Оргіївський повіт
- Шибка (тепер Шипка Шолданештського району Молдови).

- Миколаївка-Благодать (тепер Некулеєука Оргіївського району Молдови).

### Кишинівський повіт
- Гратієшти та Гульбоака (обидві тепер у складі комуни Гретьєшть муніципію Кишинів) — під спільним управлінням.

### Ясський (Белецький, Бельцький) повіт
- Валялуй Влад (тепер село Валя-луй-Влад у складі комуни Думбревіца в Синжерейському районі Молдови) — заснована у 1836 році 70 сім'ями на 346 десятинах землі; у 1839 році — 80 сімей, у 1886 році — 38 сімей.

- Александрени (тепер у Синжерейському районі Молдови) — заснована у 1837 році на 900 десятинах землі.

### Хотинський повіт
- Ломачинці (тепер Сокирянський район Чернівецької області України).

### Бендерський повіт
- Романівка (згодом у складі села Бессарабка, тепер райцентр Бессарабського району Молдови) — заснована у 1846 році, у 1859 році — 86 сімей; у 1897 — 1625 мешканців, серед яких 1150 (71 %) євреїв; у 1930 році проживало 2026 євреїв (близько 65 % від усього населення), значна частина яких займалась виноробством (в тому числі виробництвом кошерного вина).

Багато сімей в цьому повіті займались землеробством і поза єврейськими колоніями; так за даними 1853 року в Каушанах і Чимішлії землеробством займались 119 єврейських сімей (т. зв. «державні селяни»). Євреї-землероби становили значну частину населення сіл Нові Каушани (зараз частина Каушан) та Манзир (зараз село Лісне Тарутинського району Одеської області). З 1918 року по 1940 рік, тобто при румунській владі, в Манзирі діяла єврейська землеробська колонія при Товаристві ремісництва та землеробства. До 1940 року в різних районах Бессарабії також діяли навчальні землеробські колонії при сіоністських організаціях Гордонія і Брит Трумпельдор, де проходила практику єврейська молодь, що готувалась до переселення у Палестину.